# Horváth Ödön (labdarúgó)
Horváth Ödön (1927. február 13. – 1997. december 2.) magyar bajnok labdarúgó, csatár.

## Pályafutása

### Klubcsapatban
A III. kerületi TVE-ben kezdett futballozni. 1947–1952 között a Ferencvárosban összesen 97 mérkőzésen szerepelt (75 bajnoki, 9 nemzetközi, 13 hazai díjmérkőzés) és 30 gólt szerzett (21 bajnoki, 9 egyéb). Az 1948–49-es idényben a bajnokcsapat tagja volt.
Az 1951/52-es Magyar Kupa szezonban a Kinizsi házi gólkirálya 3 találattal.
1952-es bajnoki idényben 5 góllal a Bp. Kinizsi házi gólkirálya lett.
1953-ban a Vasashoz igazolt. 1954-ben a Bp. Spartacus játékosa volt, majd a Pénzügyőr csapatától vonult vissza, ahol edzői pályáját is elkezdte.

### Edzőként
1967-ig a Pénzügyőr ifi csapatát edzette, ezt követően a felnőttek trénere volt. 1969-ben vette át az FTC ifi IV. irányítását. Később sikeres ferencvárosi labdarúgók első edzője volt. Ezután Dalnoki Jenő munkatársaként az első csapat pályaedzője lett.

## Sikerei, díjai
- Magyar bajnokság
  - bajnok: 1948–49
  - 2.: 1949–50
  - 3.: 1947–48